# Keratitis bullosa
Keratitis bullosa (blaarvormende hoornvliesontsteking) is een aandoening waarbij blaren op het hoornvlies ontstaan, en die het meest voorkomt bij ouderen na een oogoperatie, zoals voor staar. Als zo een blaar stukgaat doet dat pijn en vermindert het gezichtsvermogen wat. Het is dus meestal een iatrogene aandoening.
De behandeling bestaat uit het geven van osmotisch hypertone druppels of het dragen van zachte contactlenzen. Soms (in zeldzame gevallen) is een hoornvliestransplantatie nodig.